# آنتونیو کورادینی
آنتونیو کورادینی (ایتالیایی: Antonio Corradini؛ ۱۹ اکتبر ۱۶۸۸ – ۱۲ اوت ۱۷۵۲) مجسمه‌ساز روکوکوی اهل ایتالیا بود.
وی زادهٔ شهر ونیز بود و بیشتر عمر خود را برای اجرای قراردادهای هنری‌اش، در سفر گذارند و در درسدن، پراگ، سن پترزبورگ فعالیت داشت. کورادینی حدود یک دهه ساکن شهر وین بود و در آنجا مجسمه‌ساز سلطنتی کارل ششم، امپراتور مقدس روم بود.

## نگارخانه

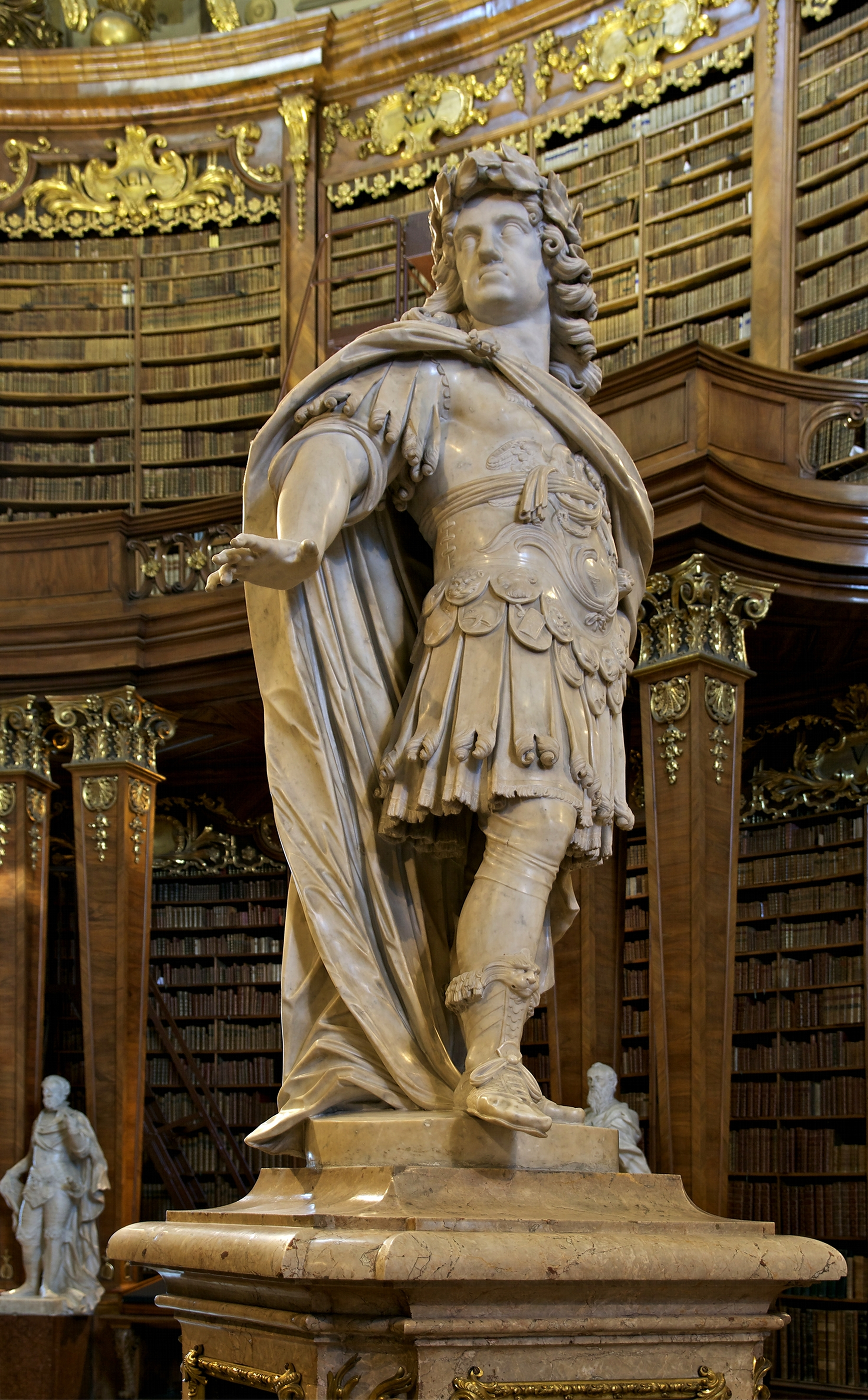
کارل ششم، امپراتور مقدس روم در قامت «هرکول مُوْساها» (۱۷۳۵) در کتابخانه ملی اتریش
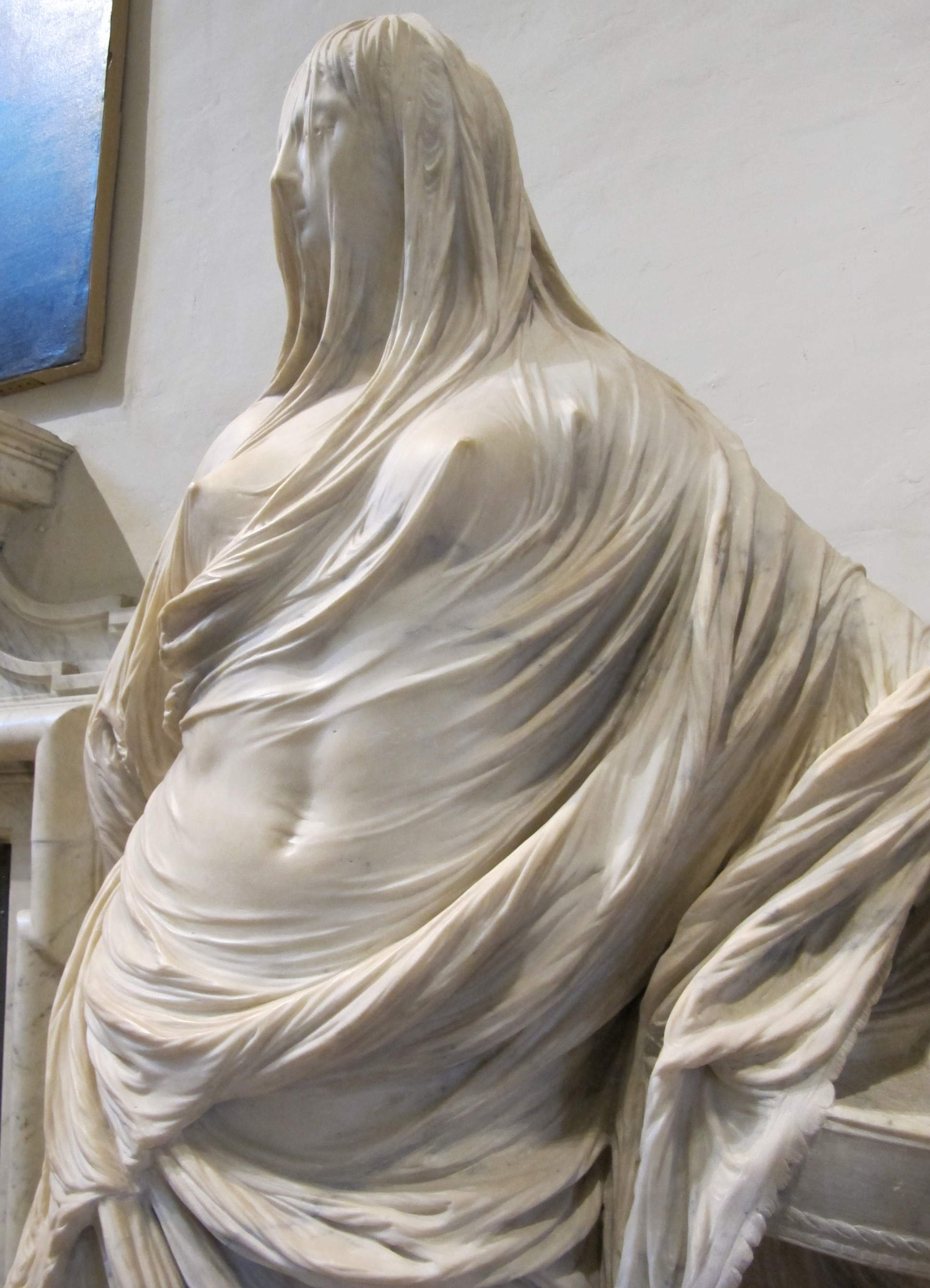
بانوی محجبه
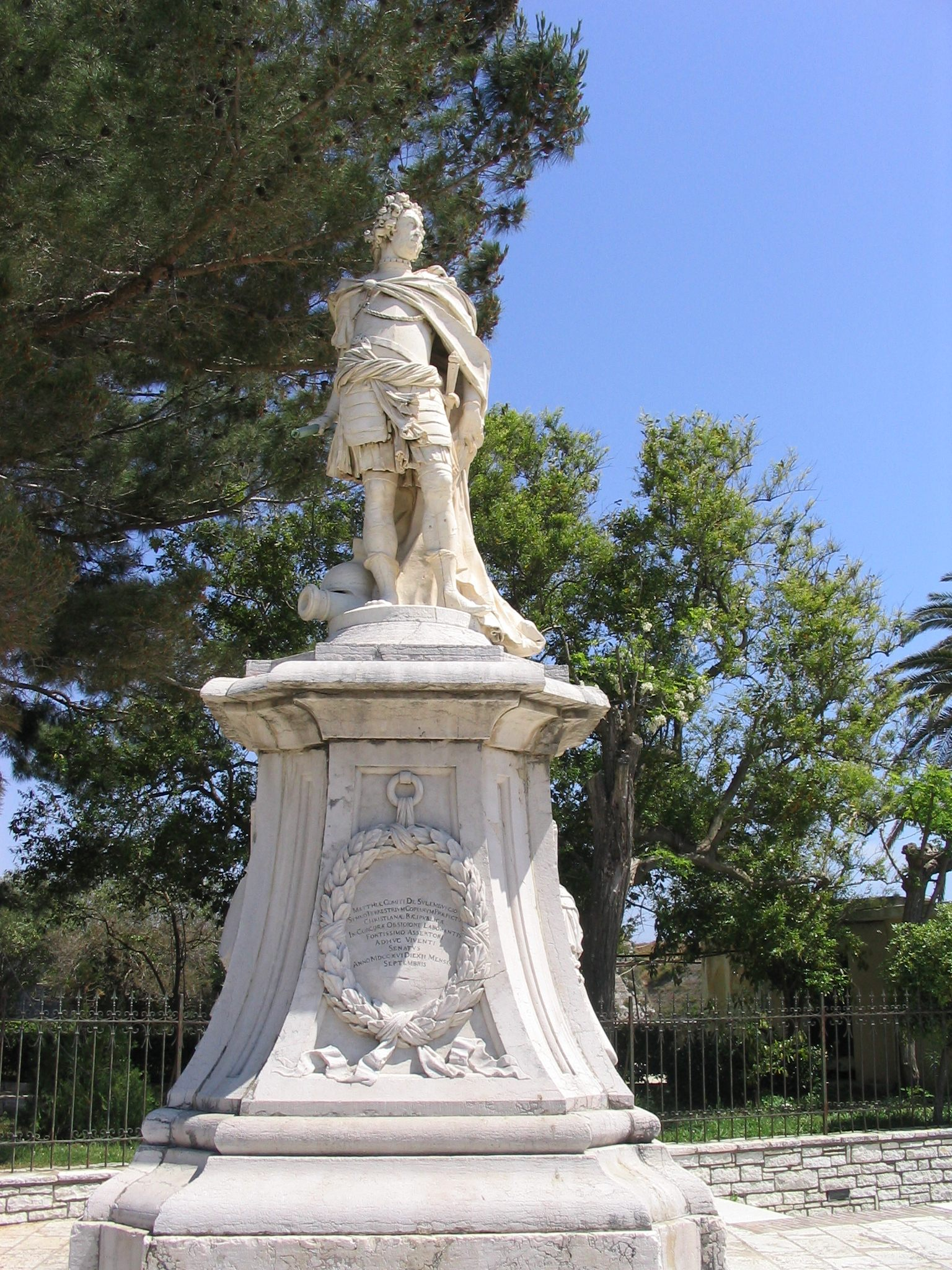
تندیس یادبود «یوهان ماتیاس فون در شولنبرگ»، فرماندهٔ نیروهای مسلح ونیزی، واقع در جزیرهٔ کورفو
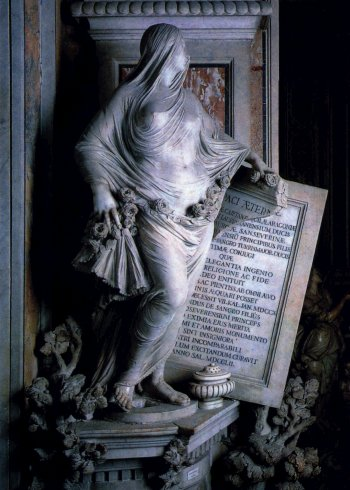
تندیس «بی‌پیرایگی و حیا» (۱۷۵۲) واقع در کاپلا سانسه‌ورو در ناپل